# Lasioglossum kuroshio
Lasioglossum kuroshio är en biart som beskrevs av Sakagami och Takahashi 1993. Lasioglossum kuroshio ingår i släktet smalbin, och familjen vägbin. Inga underarter finns listade i Catalogue of Life.